# Dion (stanowisko archeologiczne)

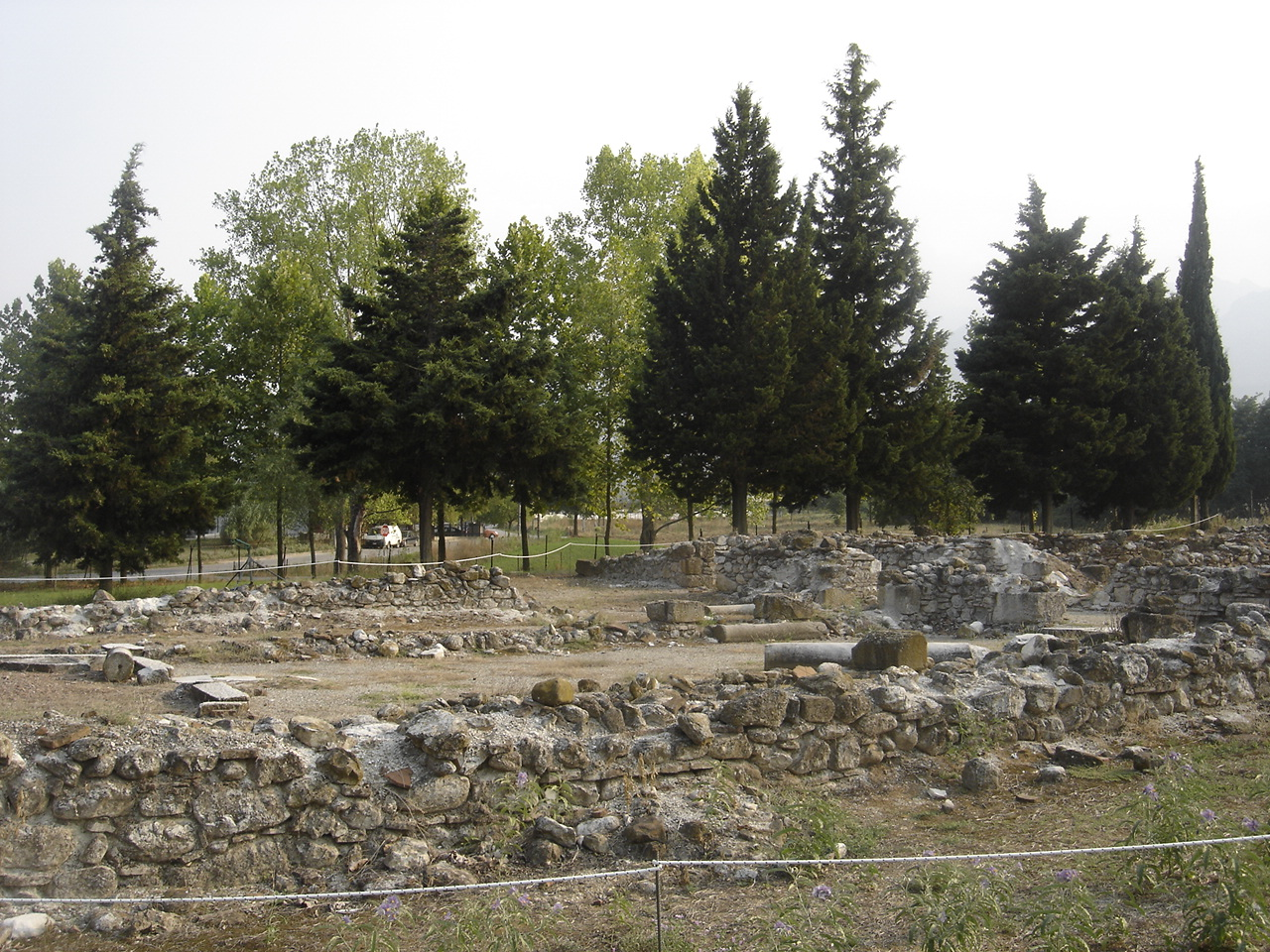
Starożytny Dion – fragment stanowiska archeologicznego

Dion – starożytne miasto i kompleks świątynny, położone u stóp masywu Olimpu, którego pozostałości znajdują się w pobliżu współczesnej, greckiej miejscowości Dion w prefekturze Pieria.
Starożytny Dion stanowił główne sanktuarium ówczesnej Macedonii, miejsce oddawania szczególnej czci bogom olimpijskim. Dzielił się na osadę miejską otoczoną murami i na rozległe tereny świątynne, rozciągające się na południe od bram miasta. Na północny zachód od miasta rozciągało się rozległe cmentarzysko macedońskie z pochówkami datowanymi od połowy V wieku p.n.e. do początków V wieku n.e.

## Historia
Pierwsze sanktuaria w Dion istniały już w czasach archaicznych. W najstarszym z nich czczono boginię Demeter. W V wieku p.n.e. macedoński władca Archelaos I urządził tutaj wielkie uroczystości ku czci Zeusa i Muz Olimpijskich, obejmujące konkursy teatralne i zawody sportowe. W IV wieku p.n.e. Filip II świętował w Dion pokonanie Olintu, a jego syn Aleksander Macedoński składał tutaj ofiary Zeusowi przed wyprawą wojenną na wschód przeciwko Persji.
Pierwsze wzmianki o starożytnym mieście pochodzą z 424 p.n.e. W IV wieku p.n.e. król Kassander otoczył je potężnymi murami. Dzięki płaskiemu ukształtowaniu terenu możliwe było zastosowanie planu hippodamejskiego, który wpisywał miasto w prostokątną siatkę ulic.
W III wieku p.n.e. Dion najechali Etolczycy, niszcząc fortyfikacje, które (w zredukowanej postaci) odbudowano w połowie III wieku n.e., w obliczu zagrożenia najazdami barbarzyńskimi. W czasach rzymskich, po 31 p.n.e., na rozkaz cesarski, Dion stał się obiektem kolonizacji rzymskiej. Pomimo obecności licznych rzymskich kolonistów miasto nie zatraciło swojego greckiego charakteru.
W IV wieku zbudowano w mieście pierwszą bazylikę chrześcijańską (przez pewien czas chrześcijaństwo funkcjonowało tu równolegle z kultami pogańskimi). Została ona zrujnowana przez to samo trzęsienie ziemi, które zburzyło sanktuarium Izydy. 
Miasto funkcjonowało między V wiekiem p.n.e. a V wiekiem n.e. Miastu położyła kres seria kataklizmów. Najpierw najazd Ostrogotów, później trzęsienie ziemi, a na końcu lawina błotna i powódź, które pokryły Dion grubą warstwą ziemi. Ostatnia wzmianka o Dionie pochodzi z X wieku. Następne informacje, pojawiające się od 1835, dotyczą już tylko ruin i odkryć archeologicznych. 
Ruiny starożytnego Dionu zostały po raz pierwszy w czasach nowożytnych zidentyfikowane przez angielskiego podróżnika Williama Martina Leake'a w 1806, który wiadomość o swoim odkryciu opublikował w trzecim tomie swojego dzieła Travels in Northern Greece (Podróże po północnej Grecji) właśnie w 1835. 

## Wykopaliska i zabytki
Wykopaliska w Dion prowadzone są od 1929 przez archeologów z uniwersytetu w Salonikach. Jest to obecnie największy teren archeologiczny w Grecji. 

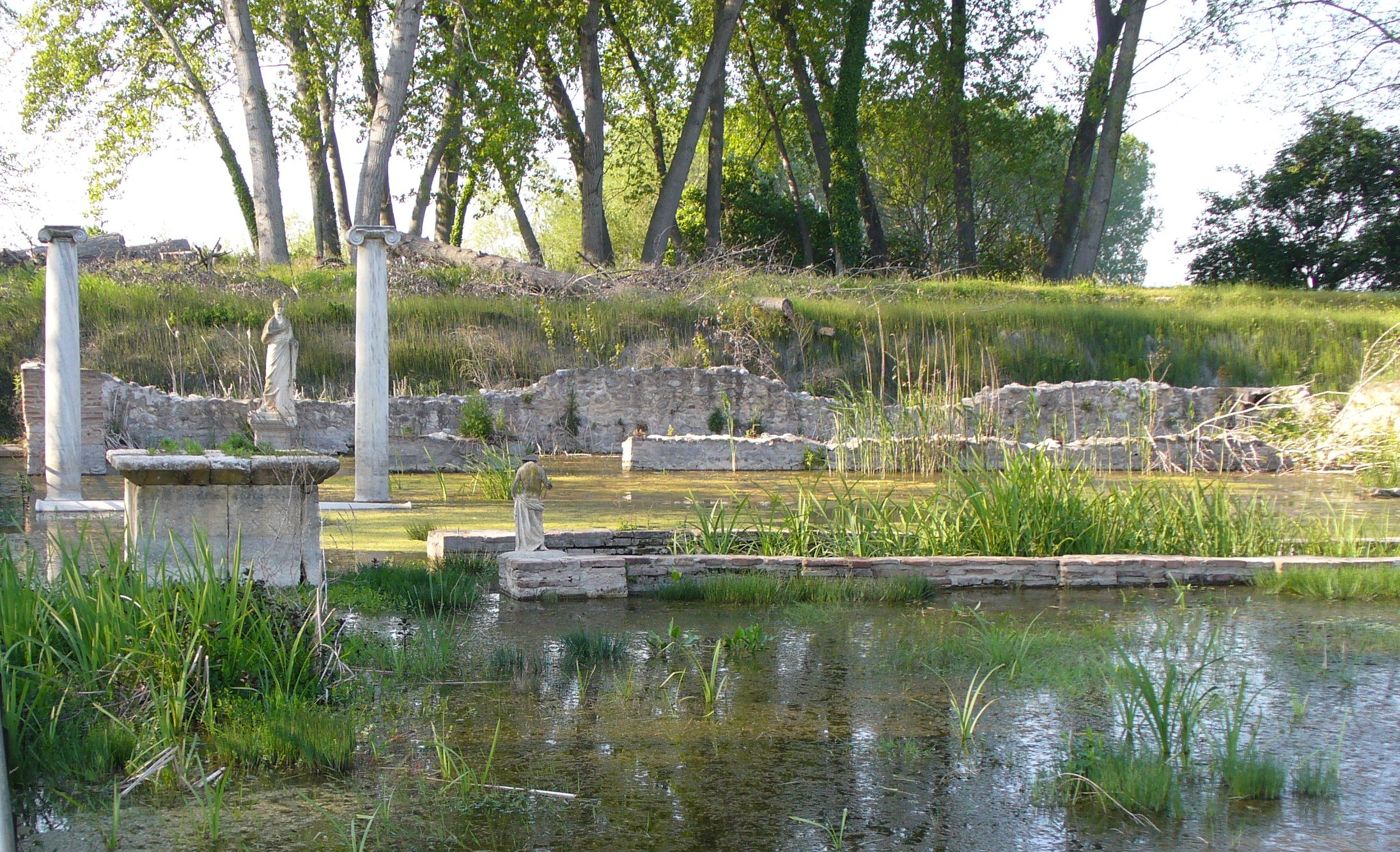
Świątynia Izydy

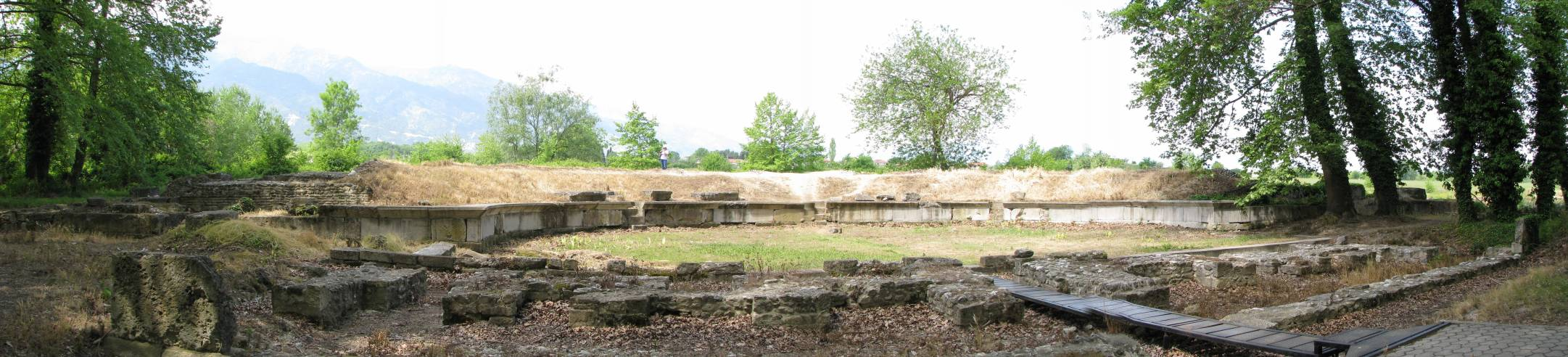
Teatr rzymski

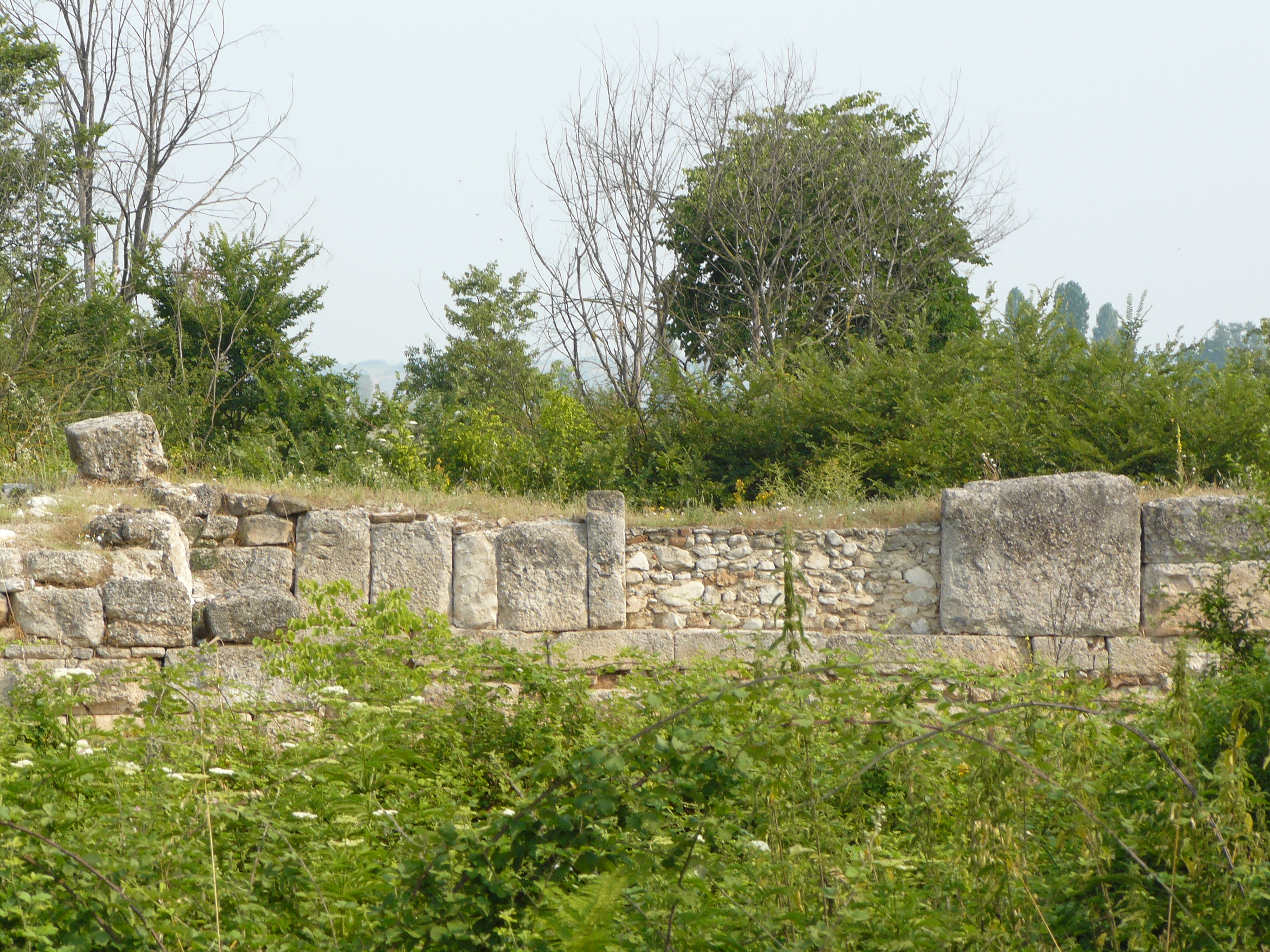
Mury miasta

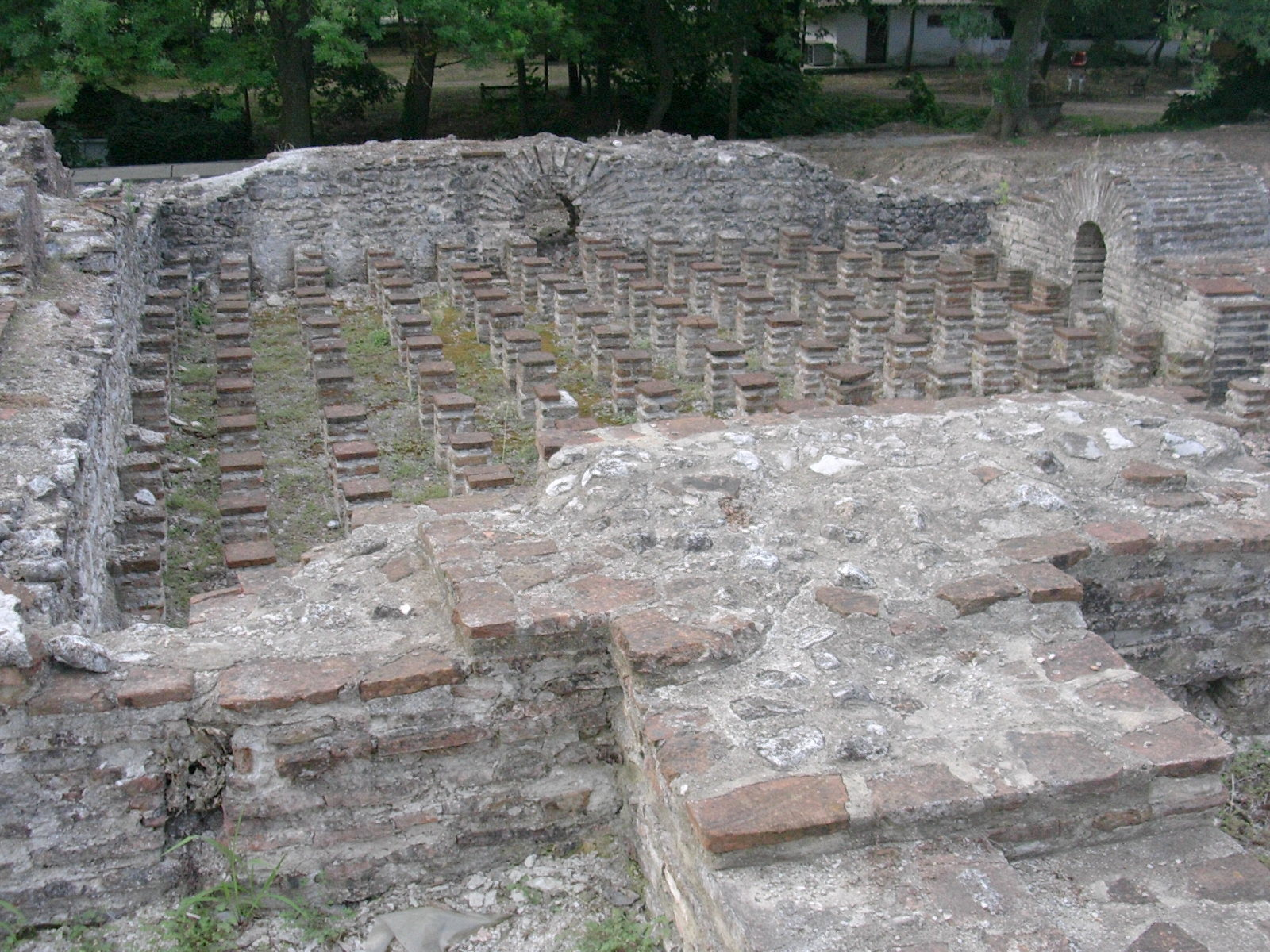
Rzymskie łaźnie z widocznymi elementami systemu grzewczego

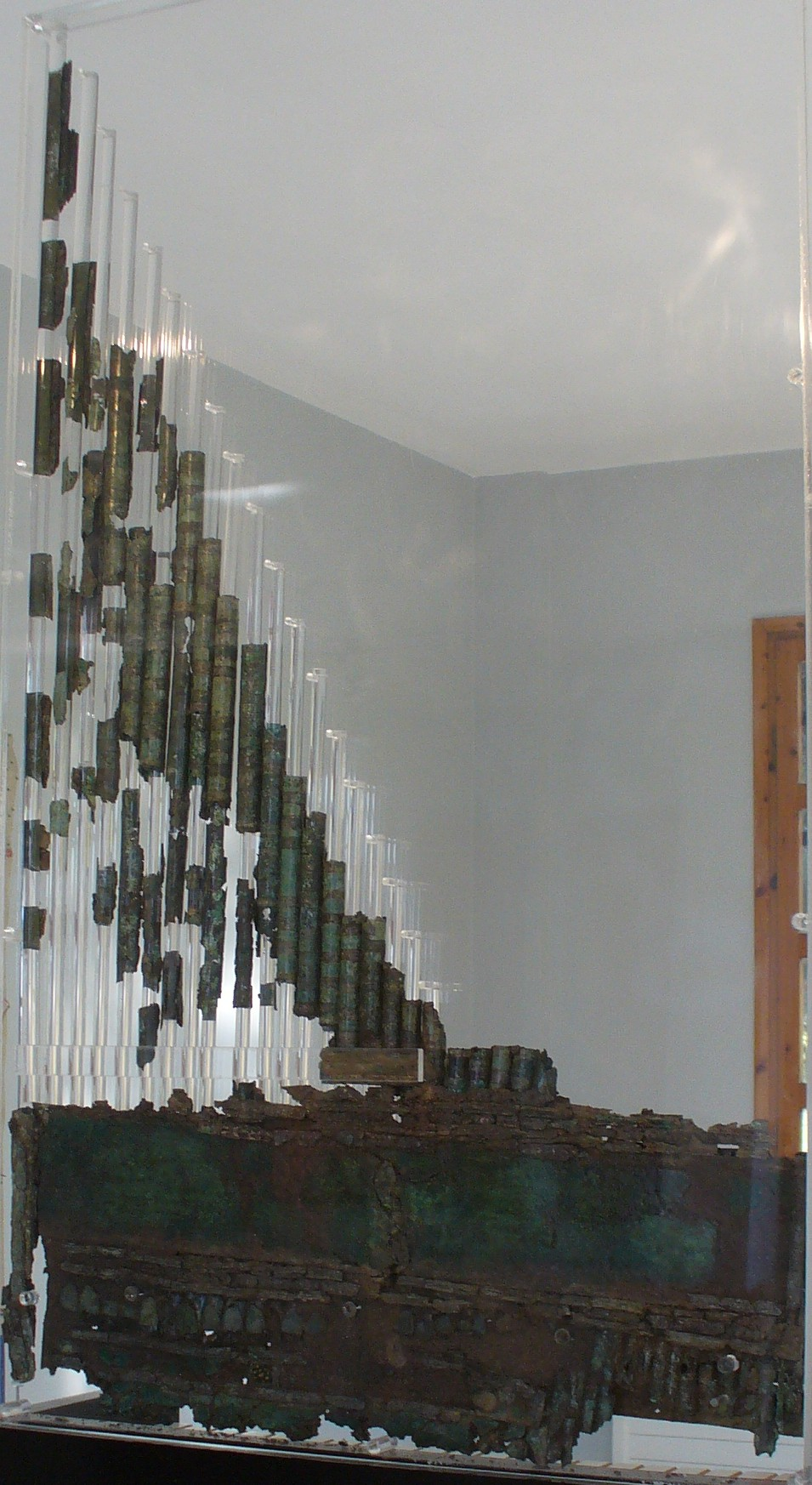
Starożytny prekursor organów z muzeum w Dionie

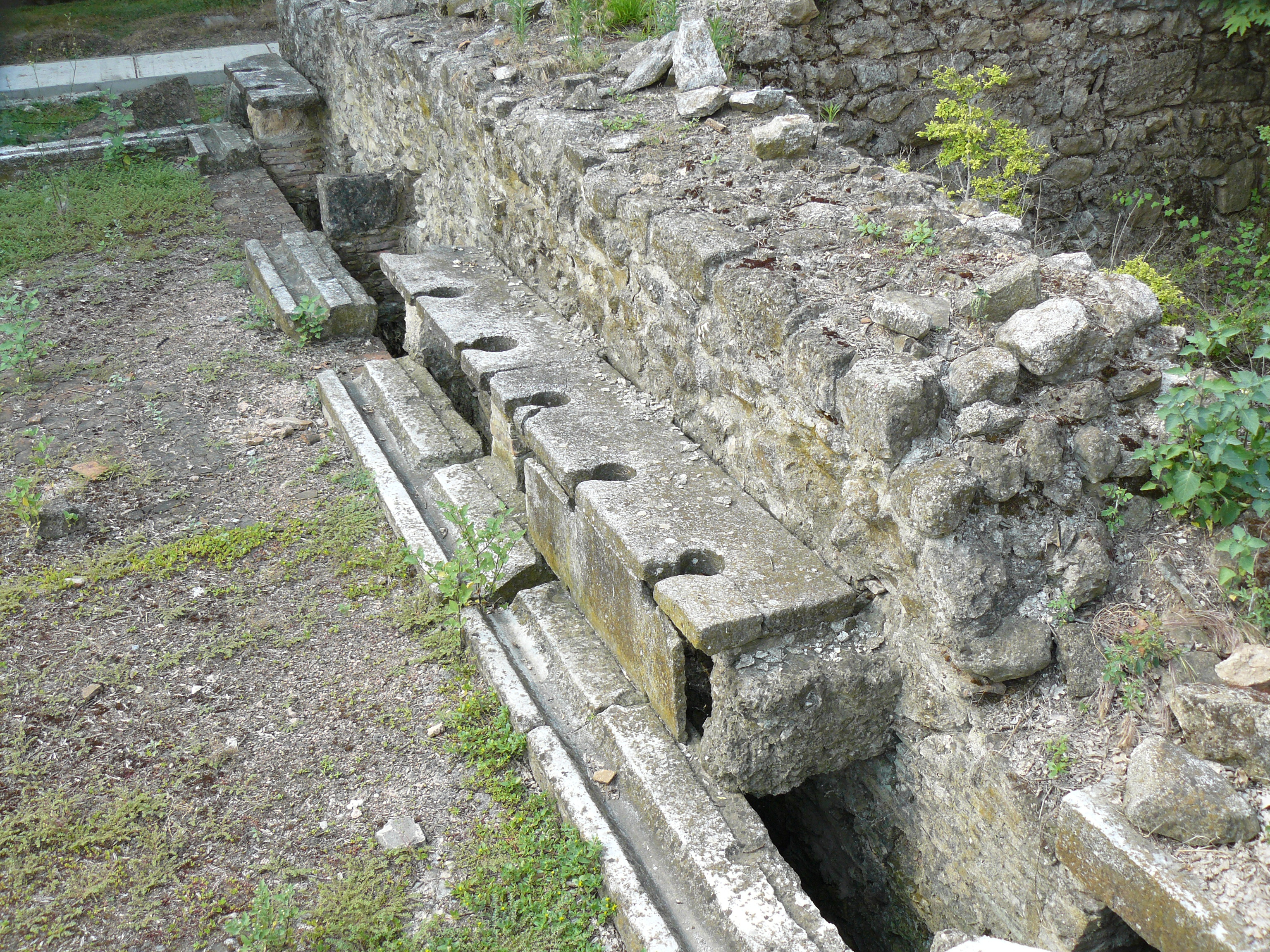
Starożytne marmurowe sedesy z toalet publicznych

Wykopaliska odsłoniły ruiny licznych budowli w obrębie murów miasta oraz licznych obiektów (świątyń, teatrów) poza jego murami. Do najciekawszych zaliczają się:
- poza murami miasta:
  - świątynia Demeter, najstarsza świątynia w Dionie, a zarazem najstarsza znana świątynia starożytnej Grecji, założona ok. VI wieku p.n.e. i zniszczona przez pożar w IV wieku n.e.,
  - świątynia Izydy, wzniesiona w miejscu, gdzie wcześniej czczono Artemidę Ejlejtyja i Afrodytę Olimpijską, której pozostałości położone obecnie na podmokłym terenie, oplecione są malowniczo kanałami, mostkami i zielenią,
  - teatr hellenistyczny z IV wieku p.n.e., obecnie zrekonstruowany,
  - teatr rzymski z II wieku n.e.
- w murach miasta:
  - mury o zarysie prostokąta i obwodzie 2600 m, zbudowanymi z masywnych bloków kamienia sprowadzonych z pobliskiego Olimpu, mające 3 m grubości, pierwotnie z basztami rozlokowanymi co 33 m i sześcioma bramami,
  - droga z czasów rzymskich z widocznymi koleinami wyżłobionymi przez rydwany,
  - termy rzymskie, zajmujące powierzchnię ok. 4000 m², które wyposażone były w baseny, sauny, sale masażu, bibliotekę, miejsca do spotkań publicznych, sale do modlitw i odeon, na podłogach których można podziwiać obecnie kamienne mozaiki z treściami mitologicznymi,
  - toalety publiczne, wśród pozostałości których można dostrzec marmurowe sedesy należące do najstarszych zachowanych obiektów tego rodzaju w Europie,
  - bazylika wczesnochrześcijańska, z której zachowały się jedynie zarysy fundamentów, fragmenty mozaik podłogowych, kolumn i kapiteli,
  - Willa Dionizosa z II wieku n.e., będąca jedną z najokazalszych rezydencji w mieście; budynek miał dziedziniec otoczony portykiem jońskich kolumn (kilka ocalało do dziś), liczne pokoje oraz wielką salę bankietową (obecnie pod zadaszeniem), której posadzkę zdobiła barwna mozaika, na której przedstawiono triumf Dionizosa - nagi Dionizos stoi na rydwanie ciągnionym przez pantery, wokół widnieją maski teatralne obrazujące rozmaite uczucia; w jednym z pomieszczeń willi odkryto półkolistą niszę, w której stał posąg Dionizosa. Willa była prawdopodobnie przybytkiem czcicieli Dionizjosa, a została zniszczona, wraz z całym miastem, przez trzęsienie ziemi i pożar.

## Zabytki starożytne
Zabytki, odkryte podczas wykopalisk, eksponowane są obecnie w muzeum archeologicznym w centrum współczesnego Dionu. Do najcenniejszych eksponatów muzeum zalicza się instrument muzyczny zwany hydraulis, prekursor organów (egzemplarz odnaleziony w Dionie pochodzi z I wieku p.n.e. i jest najstarszy na świecie) oraz barwne mozaiki przedstawiające różne sceny mitologiczne, przeniesione z różnych budynków z obszaru wykopalisk. 